# Skanderup-Stilling Sognekommune'
Skanderup-Stilling Sognekommune var en kommune, der blev oprettet i 1842. Kommunen blev indlemmet i Skanderborg Købstad i 1963. 
I kirkelig henseende blev området nærmest centrum i Skanderborg betjent af Skanderup Kirke, mens Stilling Sogn blev betjent af Stilling Kirke.
Den 1. april 1963 blev Skanderup-Stilling sognekommune sammenlagt med købstaden Skanderborg, og for første gang i dansk kommunalhistorie var det sket frivilligt.
Der havde i årenes løb været uenighed mellem de to kommuner på grund af kommunegrænserne, hvor Skanderup-Stilling med sit større areal og lavere folketal lå netop der, hvor Skanderborg havde brug for plads til nybyggeri. Skanderborg havde et areal på 641 ha, mens Skanderup-Stillings areal udgjorde 4.259 ha.
Allerede i 1913 blev der gjort forsøg på at indlemme Banegårdskvarteret i Skanderborg kommune mod en erstatning på 32.000 kr. til Skanderup-Stilling kommune. Modkravet fra Skanderup-Stilling lød på 150.000 kr.
Der blev forhandlet i flere år. Et byrådsmedlem foreslog ligefrem, at Skanderborg skulle stoppe for forsyningen af vand og gas til området. I 1917 blev planerne dog skrinlagt, da der var for langt mellem parterne.
Kommunegrænsen blev ændret en smule i 1937, hvor Skanderborg  købte en større landejendom i sognekommunen.
Der blev da indgået et  forlig mellem de to kommuner, hvor Skanderborg kommune forpligtede sig til ikke at rejse nye arealkrav over for Skanderup-Stilling kommune de næste 20 år.
De følgende år blev situationen med hensyn til areal stadig vanskeligere, og kulminerede i, at Skanderborg kommune i 1959 stillede krav om indlemmelse af visse dele af Skanderup-Stilling kommune.
I 1962 blev der indledt forhandlinger mellem de to kommuner om en egentlig sammenlægning.
Der var nogle forskelligheder mellem de to parter: Serviceniveauet i sognekommunen var lavere (bl.a. på skoleområdet) - til gengæld var skatteprocenten også lavere (4 procent).Der blev derfor truffet aftale om udbygning af skolen i Stilling-Gram til 7. kl. skole samt en aftrapning af forskellen i skatteprocent over 8 år.
Endvidere blev der lavet aftaler om ejendomsskat, strømpriser,  plejehjemmet Solgården, beskæftigelse til kommunens personale.
Endelig enedes man om en vejledende afstemning i Skanderup-Stilling kommune, som fandt sted d. 23. oktober 1962.
65,2 procent stemte ja (24,7 procent af samtlige vælgere). 29 procent stemte nej (11 procent af samtlige vælgere).
Kilde: Købstadsforeningens Tidsskrift. 1. august 1963. Hft. 9. Arne Hoffmann Laursen: Historien om Skanderborg Kommunale Elektricitetsforsyning.
lkj 13.02.08.